# Слёзы верблюдицы
«Слёзы верблюдицы» (монг. Ингэн нулимс; нем. Die Geschichte vom weinenden Kamel; также известен как «История плачущего верблюда») — германская документальная драма режиссёра Д. Бямбасурэн, снятая в 2003 году. Вышла в международный прокат в 2004 году. Картина номинировалась на премию Национальной киноакадемии США за 2005 год в категории «лучший документальный полнометражный фильм». В главных ролях снялись члены обыкновенной монгольской кочевой семьи. Фильм является переработкой известного монгольского документального фильма 1986 года «Мелодия верблюдицы» (монг. Ингэн эгшиг; сценарист Ж. Бадраа, режиссёр Н. Жанцанноров), завоевавшего первый приз на Московском международном кинофестивале 1988 года.

## Сюжет
Весной монгольская семья из Южной Гоби принимает затяжные роды верблюдицы, и на свет появляется верблюд редкой белой масти. Мать отказывается от детёныша из-за болезненных родов, и семья, безуспешно пытаясь восстановить связь между матерью-верблюдицей и её детёнышем, решает прибегнуть к помощи учителя музыки на моринхуре из аймака Туве для того, чтобы тот сыграл для матери и детёныша традиционную мелодию «хоос». По окончании игры у матери-верблюдицы из глаз катятся слёзы, и она начинает кормить детёныша молоком.